# 安德烈斯埃洛伊布蘭科市

安德烈斯埃洛伊布蘭科市（西班牙語：Municipio Andrés Eloy Blanco），是委內瑞拉的一個市，位於該國西部巴里納斯州，面積1,493平方公里，2007年人口18,816，人口密度為每平方公里13人。